# Mike Ashley
Mike Ashley, född 18 oktober 1963 i Burnham, Buckinghamshire,  är en engelsk entreprenör. Han är upphovsman och majoritetsägare till Sports Direct och hade 2009 en uppskattad förmögenhet på 700 miljoner pund. Mellan 2007 och 2021 var Ashley en ständigt ifrågasatt ägare till fotbollsklubben Newcastle United.